# Mario Torrecillas
Mario Torrecillas (Esplugas de Llobregat, Barcelona, 1971) es un historietista, guionista y escritor  español. Sus cómics han sido adaptados al cine, Dream Team (2014) por Julien Rappeneau y Loli Tormenta (2023) por Agustí Villaronga.

## Biografía
Fue campeón de Taekwondo en la categoría de Peso Mosca y formó parte de la selección española en el Centro de Alto Rendimiento (CAR) de San Cugat del Vallés, donde entrenó junto a futuros campeones olímpicos de esta disciplina deportiva. A lo largo de su carrera, ha desempeñado múltiples oficios, incluyendo realizador de publicidad y guionista de cine y cómic. Durante cuatro años, fue columnista en El Periódico y colaboró con Radio Nacional de España.
En el ámbito de la novela gráfica, Torrecillas ha publicado varias obras. Entre ellas destacan Santo Cristo (2009) y El hijo (2010), ambas editadas por Ediciones Glénat, y Dream Team (2014), publicada por Reservoir Books, que se reedita en Astiberri en 2019 como Una pequeña mentira, título español de la película que Julien Rappeneau filmó basado en su cómic.
En 2008, fundó PDA-films (Pequeños Dibujos Animados), un proyecto dedicado a la producción de películas de animación, que ha obtenido varios premios. El proyecto audiovisual tiene como objetivo principal educar en cine y promover la diversidad cultural, centrándose especialmente en mostrar la creatividad y el pensamiento de los niños. A través de la animación, el dibujo y la música, el proyecto busca ofrecer una plataforma para que los niños expresen sus ideas y emociones, fomentando su desarrollo artístico y cultural.
Participó como guionista en la serie de animación de 2018, Heavies tendres, una historia íntima de amistad, adolescencia y heavy metal de 8 capítulos creada por Juanjo Sáez. Los personajes contaban con las voces de doblaje de los actores Pol López, Laia Manzanares, Marc Martínez, Iván Morales o Àlex Monner. En 2023, la serie se transformó en largometraje dirigido por Carlos Pérez-Reche y Joan Tomas Monfort. La cinta estuvo nominada a los Premios Gaudí como mejor película de animación.
Ilustrada por Núria Farré, en 2023 Torrecillas presentó la novela gráfica Loli Tormenta, historia sobre unos nietos que deben cuidar a su abuela con alzeheimer, de la que Agustí Villaronga adaptó al cine con Susi Sánchez como protagonista, siendo Loli Tormenta la obra póstuma de su director.

## Obra

### Guion cómic
- Santo Cristo (Glénat, 2009), Dibujos de Tyto Alba y Pablo Hernández.
- El hijo (Glénat, 2010), Dibujos de Tyto Alba.
- Dream Team (Reservoir Books, 2014) Dibujos de Artur Laperla.
- Una pequeña mentira (Astiberri, 2019), Dibujos de Artur Laperla.
- El original (Bruguera, 2019). co-guion con Montse Torrecillas. Dibujos de Marcelo Dematei.
- Loli Tormenta (Bruguera, 2023), Dibujos de Núria Farré.

### Guion cine
- Una pequeña mentira (Julien Rappeneau, 2019), basado en el cómic Dream Team (2014).
- Loli Tormenta (Agustí Villaronga, 2023), basado en el cómic homónimo.
- Heavies tendres (Carlos Pérez-Reche, Joan Tomas Monfort, 2023), A partir de la serie creada por Juanjo Sáez.

### Guion televisión
- Heavies tendres (2018), Serie de animación creada por Juanjo Sáez.